# حکر بیت عتق
حکر بیت عتق (به عربی: حکر بیت عتق) یک روستا در سوریه است که در ناحیه عین حلاقیم واقع شده‌است. حکر بیت عتق ۳۳۶ نفر جمعیت دارد.